# Platja de la Barca Maria

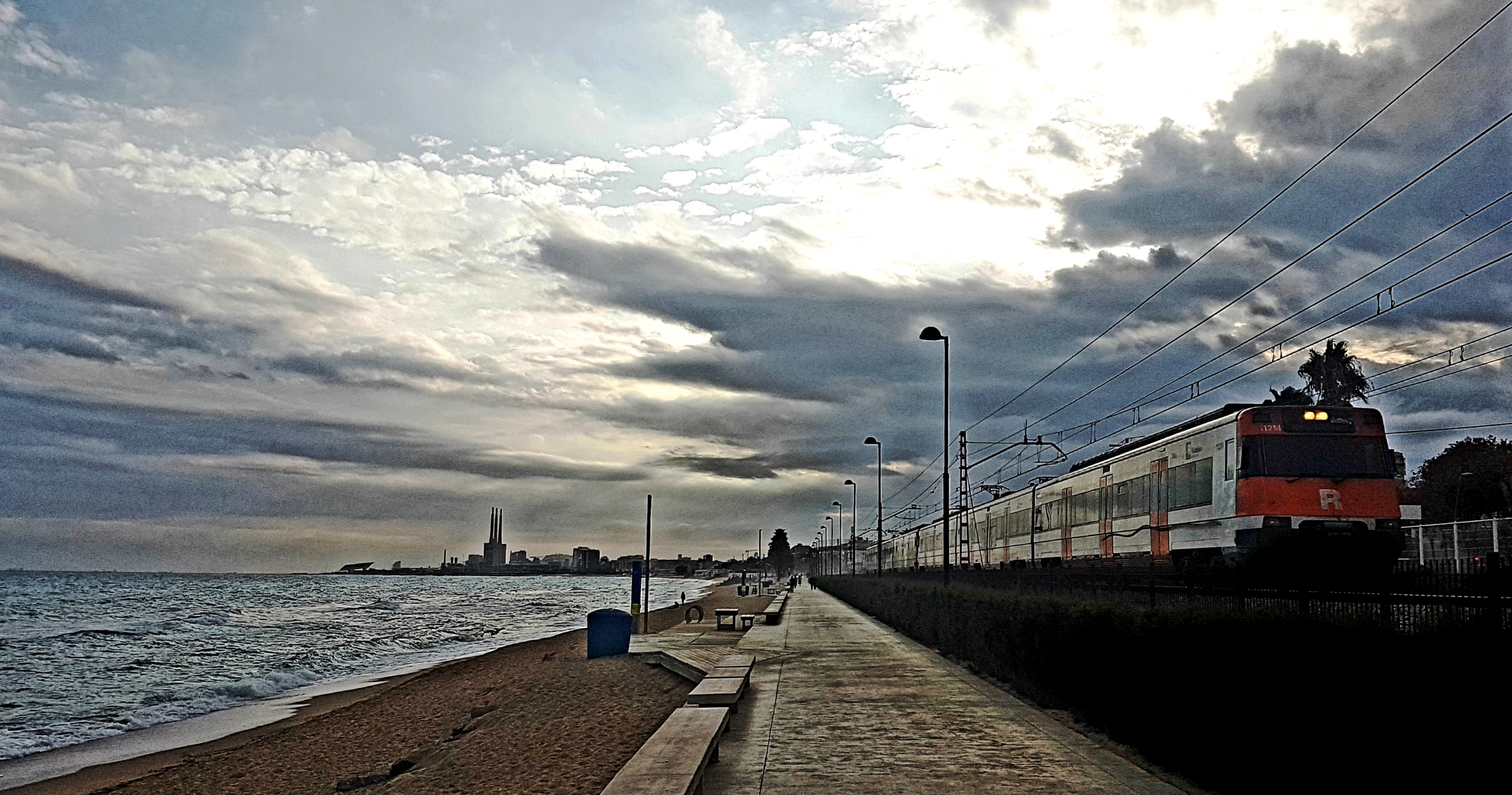
Platja de la Barca Maria al vespre

La platja de la Barca Maria és una platja urbana del municipi de Badalona (Barcelonès) situada al barri Manresà. Limita pel nord-est amb l'escullera del carrer Velázquez, al límit amb el municipi de Montgat, i pel sud-oest amb el torrent de Vallmajor, que la separa de la platja del Cristall. Té una longitud de 660 m i un amplada mitjana de 25 m, de sorra de gra mitjà, el pendent d'entrada al mar és una mica pronunciat, i el fons marí de sorra. Els temporals s'emporten la sorra periòdicament, arribant el 2022 a perdre pràcticament tota la sorra.
És una de les platges menys concorregudes de Badalona pel fet d'estar situada davant d'una zona industrial. Al passeig marítim s'hi accedeix per dos passos subterranis sota la via del tren. L'estació de Montgat està a 500 m.